# Marlies Lilge
Marlies Lilge (* 14. September 1945 in Halbe; † 25. Juni 1983 in Dresden) war eine deutsche Malerin und Grafikerin.

## Leben und Werk
Marlies Lilge war 1964 Volontärin bei Wolfgang Henze am Keramischen Institut der Hochschule für bildende und angewandte Kunst Berlin-Weißensee. Von 1965 bis 1967 studierte sie dann an dieser Schule Keramik bei Rudolf Kaiser und Malerei bei Kurt Robbel. Von 1968 bis 1972 studierte sie an der Hochschule für Bildende Künste Dresden Malerei bei Herbert Kunze, Grafik bei Gerhard Kettner und Wandmalerei bei Franz Tippel. Danach war sie freischaffend in Dresden tätig, vor allem als Grafikerin und Zeichnerin. Sie war Mitglied des Verbandes Bildender Künstler der DDR. 1974 gründete sie u. a. mit Joachim Böttcher, Veit Hofmann, Stefan Plenkers und Rainer Zille in Dresden die bis 1991 bestehende Galerie Nord.

## Ehrungen
- 1984: Förderpreis des FDGB im Wettbewerb „100 ausgewählte Grafiken“

## Rezeption
„Sie zeigt in ihren oft menschenleeren Straßenzügen mit weichen nervösen Linien die Tristesse der Siebziger und Achtziger Jahre, die in abgewohnten Quartieren der Altbausubstanz vieler ostdeutscher Städte fast körperlich spürbar war.“

## Werke (Auswahl)
- Mohn (Kaltnadelradierung; 1977)[4]
- Altberliner Hausflur (Kaltnadelradierung; 1977)[5]
- Märkische Landschaft (Kohlezeichnung, 1981)[6]
- Berliner Straßen (Grafikfolge; Kaltnadelradierungen, 1982)[7]
- Unterführung (Kaltnadelradierung, 1982)[8]

## Ausstellungen (Auswahl)

### Postume Einzelausstellungen
- 1984 Dresden, Galerie Comenius
- 1985 Görlitz, Galerie am Schönhof
- 1990 Dresden, Galerie Nord
- 2019 Königs Wusterhausen, Bürgerhaus Hanns Eisler („Umbrüche, Aufbrüche, Anfänge – dahme-ART“; mit Peter Panzer, Jochen Schamal und Diether Münchgesang)
- 2022: Dresden, Galerie Kunstgehäuse („Dresden am Meer“)[9]

### Ausstellungsbeteiligungen
- 1974, 1979 und 1985: Dresden, Bezirkskunstausstellungen
- 1980: Frankfurt/Oder, Sport- und Ausstellungszentrum („Junge Künstler der DDR ´80“)
- 1983: Berlin u. a. („100 ausgewählte Grafiken“)